# سليمان المعمري
سليمان المعمري (18 يناير، 1974) كاتب وإعلامي عماني، اشتهر بكتابة القصص القصيرة والروايات، بالإضافة إلى إنه ألف ثلاث مجموعات قصصية. ترأس المعمري الجمعية العمانية للكتاب والأدباء، وأسرة كتاب القصة في عمان، وقسم البرامج الثقافية بإذاعة سلطنة عمان. حاز على العديد من الجوائز الأدبية من بينها جائزة يوسف إدريس للقصة العربية.

## السيرة المهنية
قطع المعمري شوطاً في مجال الأدب وشغل عدة مناصب منها عضو مؤسس في الجمعية العمانية للكتاب والأدباء منذ عام 2008 حتى 2010، ورئيس أسرة كتاب القصة في السلطنة منذ عام 2007 حتى 2009. كما ترأس قسم البرامج الثقافية في إذاعة عمان، وانتج العديد من البرنامج من بينها ”المشهد الثقافي“، و”كتاب أعجبني“، و”القارئ الصغير“، واستضاف أبرز الشخصيات العربية التي زارت سلطنة عمان. بالإضافة إلى إنه شارك في عدد من الملتقيات الأدبية والثقافية العربية.
اصدر المعمري أولى أعماله الروائية عام 2000 وهي عبارة عن مجموعة قصصية تحت عنوان ”ربما لأنه رجل مهزوم“. ومن ثم ألف مجموعتين قصصيتين أخرتين ألا وهم ”الأشياء أقرب مما تبدو في المرآة“، والتي رشحت بجائزة يوسف إدريس للقصة العربية عام 2007، و”عبد الفتاح المنغلق لا يحب التفاصيل“. كما ألف رواية ”الذي لا يحب جمال عبد الناصر“.
ساهم المعمري في كشف الإنتحالات والسرقات الأدبية في مجالي الصحافة والأدب. وفي عام 2017، تراجع النشر في المدونات ما دفع المعمري بتخصيص صفحته على «الفيسبوك» لكشف السرقات الأدبية ومناقشة الظاهرة، وتمكن من تعويض غياب مدونة «انتحالات»، وهي مدونة أسسها المترجم، أحمد المعيني، على موقع التدوين الشهير «بلوغر» لبلوغ نفس الغرض. واجه المعمري بعض المتاعب القضائية واتهامات التشهير والإساءة نتيجة قيادته لهذه الحملة، ولكنه حاول أن يجعل من هذه الإتهامات وسيلة لكشف الحقيقة لكي تتخذ الجهات القانونية الإجراءات اللازمة ضد المنتحلين وتعزيز أمن الممتلكات الفكرية والأدبية. وبفضل جهود المعمري على صفحة «الفيسبوك»، زاد وعي رواد مواقع التواصل الإجتماعي ازاء ظاهرة الانتحال الذي رفع من حجم تفاعلهم، والتي بالتالي أثارت اهتمام الصحف والمحطات التلفزيونية ودفعتهم لإجراء تحقيقات صحفية وانتاج برامج تلفزيونية حول هذه الظاهرة.

## اعتقاله
ألقت الأجهزة الأمنية العمانية القبض على المعمري يوم 28 أبريل عام 2016، حيث تعرض للإعتقال التعسفي دون أي سبب أو تفسير رسمي. وبعد أن تلقت خبر تربص المعمري في الحبس الإنفرادي، طالبت مديرة مكتب الشرق الأوسط في منظمة مراسلون بلا حدود، ألكسندرا الخازن، من السلطات الكشف عن مكان احتجازه، بالإضافة إلى تفسير سبب اعتقاله. وأعرب العديد من الصحفيين والكتاب العمانيين والعرب عن غضبهم إزاء خبر اعتقاله وشبهوه بالإختفاء القسري أكثر من كونه احتجازاً. وبالتعاون مع منظمة مراسلون بلا حدود، أطلق مؤيدو المعمري عريضة على شبكات التواصل الإجتماعي تطالب فيها السلطات بإعطاء المعمري الحق في محاكمة عادلة أو إطلاق سراحه على الفور، وبالفعل تم الإفراج عنه.

## بعض أفكاره
الفرق بين القصص القصيرة والرواية: أشار المعمري إلى أن كتابة الرواية تختلف عن كتابة القصص القصيرة، ويجب على الكاتب امتلاك أدوات معينه تمكنه من دخول عالم كتابة الرواية. واستدرج نوعين من كتابة القصص القصيرة؛ فالنوع الأول يتمثل في كونها فن قصصي مستقل بذاته وله جمهوره الخاص، أما النوع الثاني يتخذه الكاتب كجسر للعبور إلى الرواية. وأعرب المعمري عن اعتراضه للنوع الثاني من القصص القصيرة إذ أن الكاتب لن يتمكن من تحقيق نجاحاً يذكر إذا اتخذ من كتابة القصص القصيرة سبيلاً للوصول إلى الرواية. وأضاف بأن الرواية، بإعتبارها النوع الأدبي الأكثر قراءة وانتشاراً في العالم، ستمنح كاتبها الشهرة، أما القصص القصيرة فستمنح كاتبها حرية التعبير عن الذات وستستعيد التوازن إلى النفس، بالإضافة إلى إنها ستجعله أكثر استمتاعاً بالكتابة. كما سلط الضوء على عدم انتظام معدلات التوزيع للروايات، فقد تختلف ربحية رواية ما عن غيرها حسب جودة الكتابة أو تميز العمل، ولكن هذا أيضاً لا ينفي أن الروايات السطحية من حيث الناحية الفنية لن تحقق مبيعات عالية.
وصف المعمري تجربته في كتابة الرواية على إنها تجربة مرعبة نظراً لعدم امتلاكه الأدوات الضرورية للكتابة، وحتى إن تمكن من الحصول عليها سيستغرق الكثير من الوقت، بالإضافة إلى إنه لم يمتلك سلاسة الانتقال من كتابة القصة القصيرة إلى الرواية وما تحمله من تشعب وتعدد في الزمان والمكان والشخصيات. ولذلك قرر الاشتراك مع الروائي، عبد العزيز الفارسي، لإصدار أول رواية له، والتي كانت تحت عنوان ”فتنة الصامت“. وعلى الرغم من أن هذا النوع من الكتابة لم يكن شائعاً آنذاك، إلا إنه لا يعتبر اختراعاً بحد ذاته. فقد سبق وقدمها كتّاب عرب معروفون من أمثال عبد الرحمن منيف وجبرا إبراهيم جبرا، وأيضاً كتاب من دول الخليج مثل قاسم حداد وأمين صالح. لم يكن هدف المعمري من كتابة الرواية هو تحقيق الشهرة أو كسب المزيد من القراء، بل اعتبرها تجربة جديدة وشكل كتابي آخر لإيصال أفكار الكاتب وتقديم محتواه.

## مؤلفاته

### روايات
- ”أكثر من حياة“، مؤسسة الانتشار العربي، بيروت، 2012.
- ”الذي لا يحب جمال عبد الناصر“، مؤسسة الانتشار العربي، بيروت، 2013.

### مجموعة قصصية
- ”ربما لأنه رجل مهزوم“، مؤسسة الانتشار العربي، بيروت، 1999.
- ”الأشياء أقرب مما تبدو في المرآة“، مؤسسة الانتشار العربي، بيروت، 2005.
- ”عبد الفتاح المنغلق لا يحب التفاصيل“، مؤسسة الانتشار العربي، بيروت، 2009.

### إصدارات مشتركة
- ”قريبا من الشمس: حوارات في الثقافة العمانية“، مؤسسة الانتشار العربي، بيروت، 2008. ألف المعمري هذا الكتاب بالإشتراك مع عبد العزيز الفارسي.[2]
- ”ليس بعيدا عن القمر: حوارات في القصة العمانية“، مؤسسة الانتشار العربي، بيروت، 2008. ألف المعمري هذا الكتاب بالإشتراك مع عبد العزيز الفارسي.[2]
- ”سعفة تحرك قرص الشمس: أوراق نقدية من أماسي أسرة كتابا القصة في عمان لعامي 2007 و2008“، مؤسسة الانتشار العربي، بيروت، 2009. ألف المعمري هذا الكتاب بالإشتراك مع مازن حبيب.[2]
- ”شهادة وفاة كلب“، مؤسسة الانتشار العربي، بيروت، 2016. ألف المعمري هذا الكتاب بالإشتراك مع عبد العزيز الفارسي.[2]

## جوائزه
- ترشح لجائزة يوسف إدريس للقصة العربية للمجموعته القصصية ”الأشياء أقرب مما تبدو في المرآة“، 2007.